# Догада
«Дога́да» — кукольный мультипликационный фильм режиссёра Станислава Соколова, выдержанный в духе традиций русского народного искусства. В титрах фильм назван: «Догада. Народные потешки». Фильм выпущен студией «Союзмультфильм» в 1977 году.

## Сюжет
Странствующий развесёлый Потешник представляет публике свой кукольный раёк (потешную панораму) и с его помощью рассказывает поучительную историю — похождения и женитьбу мо́лодца Доро́ни.
Дороня, окружённый самобытными простаками, смекалист и умён. За это он и получает впоследствии почётное прозвище Догада.

## Создатели
| автор сценария                | Вадим Курчевский |
| режиссёр и художник           | Станислав Соколов |
| оператор                      | Ян Топпер |
| композитор                    | Владимир Мартынов |
| звукооператор                 | Борис Фильчиков |
| художники-мультипликаторы:    | Вячеслав Шилобреев, Н. Тимофеева |
| редактор                      | Раиса Фричинская |
| монтажёр                      | Галина Филатова |
| роли озвучил                  | Феликс Иванов |
| куклы и декорации изготовили: | Олег Масаинов, Семён Этлис, Михаил Колтунов, Валерий Петров, Екатерина Дарикович, Марина Чеснокова, Владимир Аббакумов, Нина Молева (в титрах указан как Н. Андреева), Александр Максимов, Галина Студеникина, Мария Стрельчук, Галина Филиппова |
| директор картины              | Глеб Ковров |

## Награды
- Приз за лучший режиссёрский дебют на ВКФ в Ереване, 1978.[2]

## Выпуски
- В 1995 году выпускался на видеокассетах VHS изданием «Союз Видео» вместе с мультфильмами «Приключения Хомы», «Ничуть не страшно», «Мальчик с пальчик» (ч/б), «Два богатыря» и «Чинк».